# Pointe du Lac
Pointe du Lac – stacja linii nr 8 metra w Paryżu. Stacja znajduje się w gminie Créteil. Została otwarta 8 października 2011 roku.